# Municipio de Pueblo Nuevo
Municipio de Pueblo Nuevo är en kommun i Guatemala.   Den ligger i departementet Departamento de Suchitepéquez, i den sydvästra delen av landet, 110 km väster om huvudstaden Guatemala City.